# Same skolt
Le same skolt est une langue same parlée par les skolts en Russie et en Finlande par environ 650 locuteurs en 2007, en Finlande, par environ 350 locuteurs (2016). La langue est en danger d'extinction à défaut de transmission aux jeunes générations.
Un programme d'immersion pour les enfants a été mise en place pour permettre la survie de la langue.

## Écriture
Une orthographe same skolt est présentée en 1973.
| Majuscules | A | Â | B | C | Č | Ʒ | Ǯ | D | Đ | E | F | G | Ǧ | Ǥ | H | I | J | K |
| Minuscules | a | â | b | c | č | ʒ | ǯ | d | đ | e | f | g | ǧ | ǥ | h | i | j | k |
| Majuscules | Ǩ | L | M | N | Ŋ | O | Õ | P | R | S | Š | T | U | V | Z | Ž | Å | Ä |
| Minuscules | ǩ | l | m | n | ŋ | o | õ | p | r | s | š | t | u | v | z | ž | å | ä |

Le prime ‹ ʹ › est utilisée pour indiquer la palatalisation suprasegmentale d’une voyelle et est placé après la lettre.
L’apostrophe est utilisée dans les graphies ‹ lʼj › et ‹ nʼj › pour indiquer que celles-ci représentent deux consonnes distincts et non sont pas des digrammes ; les digrammes ‹ lj › et ‹ nj › représentant respectivement [ʎ] et [ɲ]. Elle est aussi utilisé entre deux lettres de consonnes répétées pour indiquer que celles-ci ne forment pas une consonnes géminées et sépare deux pieds prosodiques, par exemple elle distingue lueʹštted (« libérer ») de son causatif lueʹštʼted (« faire libérer »).
L’apostrophe droite ‹ ' › ou la barre verticale ‹ ˈ › sont utilisés dans les grammaires ou dictionnaires pour marquer les consonnes géminées longues après les diphtongues.